# Maryann Plunkett
Pour les articles homonymes, voir Plunkett.
Maryann Plunkett, née en 1953 à Lowell (Massachusetts), est une actrice américaine.

## Biographie
Très active au théâtre, Maryann Plunkett joue notamment à Broadway (New York) où elle débute dans une pièce en 1983. Suivent notamment la comédie musicale Sunday in the Park with George, sur une musique de Stephen Sondheim (1985, avec Mandy Patinkin), ainsi que les pièces Les Sorcières de Salem d'Arthur Miller (1991-1992, avec Michael York et Jane Adams), Sainte Jeanne de George Bernard Shaw (1993, avec l'actrice dans le rôle-titre et Nicholas Kepros) et Un homme pour l'éternité de Robert Bolt (2008, avec Frank Langella et Zach Grenier).
Toujours sur les planches new-yorkaises, elle joue également Off-Broadway à partir de 2004, entre autres dans des pièces de Richard Nelson (en) (dont Sorry en 2012), aux côtés de Jay O. Sanders, son époux depuis 1991. Signalons aussi en 2019 sa participation à la trilogie dublinoise de Seán O'Casey (dont Junon et le Paon).
Au cinéma, elle apparaît pour la première fois dans Coup de foudre et Conséquences d'Andy Tennant (1997, avec Matthew Perry et Salma Hayek). Parmi ses films américains (ou en coproduction) suivants, mentionnons Claire Dolan de Lodge Kerrigan (son deuxième film, coproduction franco-américaine, 1998, avec Katrin Cartlidge et Vincent D'Onofrio), Les Berkman se séparent de Noah Baumbach (2005, avec Owen Kline et Jeff Daniels), La Famille Fang de Jason Bateman (2015, avec le réalisateur et Nicole Kidman) et L'Extraordinaire Mr. Rogers de Marielle Heller (2019, avec Matthew Rhys et Tom Hanks).
Enfin, à la télévision américaine, elle se produit dans des séries et téléfilms, depuis Deux flics à Miami (un épisode, 1984). Ultérieurement, citons Star Trek : La Nouvelle Génération (un épisode, 1991), New York, police judiciaire (trois épisodes, 1996-2002), House of Cards (trois épisodes, 2013-2014) et la mini-série Dr Death (quatre épisodes, 2021).
Maryann Plunkett obtient diverses distinctions au cours de sa carrière théâtrale, dont un Tony Award de la meilleure actrice dans une comédie musicale, gagné en 1987 (voir sélection de distinctions ci-après).

## Filmographie partielle

### Cinéma
- 1997 : Coup de foudre et Conséquences (Fools Rush In) d'Andy Tennant : la mère à l'héliport
- 1998 : Claire Dolan de Lodge Kerrigan : Mary Egan
- 2000 : Danse ta vie (Center Stage) de Nicholas Hytner : Mme Sawyer
- 2005 : Les Berkman se séparent (The Squid and the Whale) de Noah Baumbach : Mme Lemon
- 2010 : Blue Valentine de Derek Cianfrance : Glenda
- 2011 : The Company Men de John Wells : Lorna
- 2015 : La Famille Fang (The Family Fang) de Jason Bateman : Camille Fang âgée
- 2015 : True Story de Rupert Goold : Maureen Duffy
- 2016 : Youth in Oregon de Joel David Moore : Maryanne
- 2019 : L'Extraordinaire Mr. Rogers (A Beautiful Day in the Neighborhood) de Marielle Heller : Joanne Rogers
- 2019 : Les Filles du docteur March (Little Women) de Greta Gerwig : Mme Kirke
- 2022 : Showing Up de Kelly Reichardt : Jean

### Télévision

#### Séries
- 1984 : Deux Flics à Miami (Miami Vice), saison 1, épisode 12 Le Petit Prince (Little Prince) : Mary McDermott
- 1990 : Matlock, saison 4, épisode 24 Les Sablés de Miss White (The Cookie Monster) d'Harvey S. Laidman : Maggie Shore
- 1990 : La Loi de Los Angeles L.A. Law), saison 4, épisode 21 Le Troisième Sexe (Outward Bound) : Theresa Cavenaugh
- 1991 : Star Trek : La Nouvelle Génération (Star Trek: The Next Generation), saison 4, épisode 18 Crise d'identité (Identity Crisis) de Winrich Kolbe : Lieutenant-commodore Susanna Leijten
- 1995 : Arabesque (Murder, She Wrote), saison 11, épisode 19 Les Risques du métier (School for Murder) de Vincent McEveety : Claire Vickers
- 1996-2002 : New York, police judiciaire (Law & Order)
  - Saison 6, épisode 21 Crimes et Conséquences (Pro Se, 1996) : Joanne Ellis
  - Saison 8, épisode 20 Le Pouvoir de vie ou de mort (Burden, 1998) : Lois Sutter
  - Saison 12, épisode 14 Tel est pris qui croyait prendre (Missing, 2000) : Mme Weldon
- 2010 : The Good Wife, saison 1, épisode 17 À cœur ouvert (Heart) de Félix Enríquez Alcalá : Pamela Pomeroy
- 2010 : Rubicon, saison unique, épisode 6 Sur écoute (Look to the Ant) et épisode 9 Perte de confiance (No Honesty in Men) d'Alan Taylor : Alice Bradley
- 2013 : Blacklist, saison 1, épisode 4 Le Marmiton (The Stewmaker – No. 161) : Ellenore Kornish
- 2013 : New York, unité spéciale (Law & Order: Special Victims Unit), saison 14, épisode 20 Entre les murs (Girl Dishonored) d'Holly Dale : Eileen Bennett
- 2013-2014 : House of Cards
  - Saison 1, épisode 1 L'Échiquier politique (Chapter 1, 2013) et épisode 2 Chaises musicales (Chapter 2, 2013) : Evelyn
  - Saison 2, épisode 8 Effet domino (Chapter 21, 2014) : Evelyn
- 2015 : The Knick, saison 2, épisode 1 Dix Nœuds (Ten Knots) de Steven Soderbergh : la mère supérieure
- 2018 : Bull, saison 2, épisode 12 Le Crime parfait (Grey Areas) : la juge Donna
- 2018 : Chicago Med, saison 3, épisode 13 Des bonnes et des mauvaises surprises (Best Laid Plans) : Catherine Covington
- 2019-2020 : Manifest
  - Saison 1, épisode 16 Date de départ (Estimated Time of Departure, 2019) de Dean White : Priscilla Landon
  - Saison 2, épisode 1 Attachez votre ceinture (Fasten Your Seatbelts, 2019) de Joe Chappelle, épisode 2 Un autre revenant (Grounded, 2020), épisode 11 Laisse-le partir (Unaccompanied Minors, 2020) et épisode 12 Vive les mariés (Call Sing, 2020) de Joe Chappelle : Priscilla Landon
- 2021 : Dr Death, mini-série, épisode 1 Premiers Soupçons (Diples), épisode 6 Le Rasoir d'Ockham (Occam's Razor), épisode 7 Un colosse aux pieds d'argile (Feet of Clay) et épisode 8 Plus jamais (Hardwood Floors) : Madeline Beyer
- 2023 : New Amsterdam, saison 5, épisode 12 Right Place de Don Scardino : Carla

#### Téléfilms
- 1991 : L'Enfant du mensonge (en) (Deception: A Mother's Secret) de Sandor Stern : Donna McKenzie
- 1992 : Breaking the Silence de Robert Iscove : Eliza Becker

## Théâtre (sélection)
(pièces, sauf mention contraire)

### Broadway
- 1983 : Agnès de Dieu (Agnes of God) de John Pielmeier (en), mise en scène de Michael Lindsay-Hogg : Sœur Agnès[1]
- 1985 : Sunday in the Park with George, comédie musicale, musique et paroles de Stephen Sondheim, livret et mise en scène de James Lapine : Dot / Marie
- 1986-1989 : Me and My Girl (en), comédie musicale, musique de Noel Gay (en), paroles et livret de L. Arthur Rose et Douglas Furber : Sally Smith
- 1991-1992 : Les Sorcières de Salem (The Crucible) d'Arthur Miller : Elizabeth Proctor
- 1992 : L'Hôtel du libre échange (A Little Hotel on the Side) de Georges Feydeau et Maurice Desvallières, adaptation de John Mortimer : Marcelle Paillardin
- 1992 : Solness le constructeur (The Master Builder) d'Henrik Ibsen, adaptation de Johan Fillinger, mise en scène de Tony Randall : Kaja Fosli
- 1992-1993 : La Mouette (The Seagull) d'Anton Tchekhov, adaptation de David French : Masha
- 1993 : Sainte Jeanne (Saint Joan) de George Bernard Shaw : rôle-titre
- 2008 : Un homme pour l'éternité (A Man for All Seasons) de Robert Bolt : Alice More[2]

### Off-Broadway
- 2004 : Rodney's Wife de (et mise en scène par) Richard Nelson (en) : Eva
- 2006 : An Oak Tree de Tim Crouch : le père (remplacement)
- 2010 : That Hopey Changey Thing de (et mise en scène par) Richard Nelson (en) : Barbara Apple (pièce reprise en 2013)
- 2011 : Sweet and Sad de (et mise en scène par) Richard Nelson (en) : Barbara Apple
- 2012 : Sorry de (et mise en scène par) Richard Nelson (en) : Barbara Apple
- 2013 : Regular Singing de (et mise en scène par) Richard Nelson (en) : Barbara Apple
- 2016 : The Gabriels: Election Year in the Life of One Family de (et mise en scène par) Richard Nelson (en) (trois pièces : I. Hungry, II. What Did You Expect?, III. Women of a Certain Age) : Mary Gabriel
- 2018 : The Lucky Ones, comédie musicale, musique, paroles et livret de The Bengsons : Mary
- 2019 : L'Ombre d'un franc-tireur (The Shadow of a Gunman) de Seán O'Casey (première pièce de sa trilogie dublinoise) : Juno Boyle
- 2019 : Junon et le Paon (Juno et le Paon) de Seán O'Casey (deuxième pièce de sa trilogie dublinoise) : Juno Boyle
- 2019 : La Charrue et les Étoiles (The Plough and the Stars) de Seán O'Casey (troisième pièce de sa trilogie dublinoise) : Bessie Burgess
- 2019 : The Michaels de (et mise en scène par) Richard Nelson (en) : Kate Harris

## Distinctions (sélection)

### Nominations
- 1987 : Drama Desk Award de la meilleure actrice dans une comédie musicale, pour Me and My Girl (en)
- 2012 : Obie Award de la meilleure interprétation d'ensemble, pour Sweet and Sad
- 2013 : Drama Desk Award de la meilleure actrice de second rôle dans une pièce, pour Sorry

### Récompenses
- 1987 : Tony Award de la meilleure actrice dans une comédie musicale, pour Me and My Girl (en)
- 2012 : Drama Desk Award de la meilleure interprétation d'ensemble, pour Sweet and Sad